# 凌心坦
凌心坦（?—?），四川省敘州府宜賓縣人，清朝政治人物、進士出身。
光緒三年（1877年），参加丁丑科殿試，登進士二甲第50名。同年五月，分部學習。